# Liste der Biografien/Langd
Liste der Biografien |
Portal Biografien |
Personensuche
# |
A |
B |
C |
D |
E |
F |
G |
H |
I |
J |
K |
L |
M |
N |
O |
P |
Q |
R |
S |
T |
U |
V |
W |
X |
Y |
Z |
?
 
La |
Lb |
Lc |
Le |
Lg |
Lh |
Li |
Lj |
Ll |
Lm |
Lo |
Lp |
Lt |
Lu |
Lv |
Lw |
Lx |
Ly |
Lz
 
Laa |
Lab |
Lac |
Lad |
Lae–Lah |
Lai |
Laj |
Lak |
Lal |
Lam |
Lan |
Lao |
Lap |
Laq |
Lar |
Las |
Lat |
Lau |
Lav |
Law |
Lax |
Lay |
Laz
 
Lana |
Lanc |
Land |
Lane |
Lanf |
Lang |
Lanh |
Lani |
Lanj |
Lank |
Lanl |
Lanm |
Lann |
Lano |
Lanp |
Lanq |
Lanr |
Lans |
Lant |
Lanu |
Lanv |
Lanw |
Lanx |
Lany |
Lanz
 
Langa |
Langb |
Langd |
Lange |
Langf |
Langg |
Langh |
Langi |
Langj |
Langk |
Langl |
Langm |
Langn |
Lango |
Langr |
Langs |
Langt |
Langu |
Langv |
Langw 
Die Liste der Biografien führt alle Personen auf, die in der deutschsprachigen Wikipedia einen Artikel haben. Dieses ist eine Teilliste mit 15 Einträgen von Personen, deren Namen mit den Buchstaben „Langd“ beginnt.

## Langd

### Langda
- Langdale, Douglas Michael (* 1969), US-amerikanischer Drehbuchautor, Produzent und Schauspieler
- Langdale, Pascal (* 1973), britischer Schauspieler und Synchronsprecher

### Langdo
- Langdon Williams, Elizabeth (1879–1981), US-amerikanische Mathematikerin, Physikerin und Astronomin
- Langdon, Chauncey (1763–1830), US-amerikanischer Politiker
- Langdon, Darren (* 1971), kanadischer Eishockeyspieler
- Langdon, David (1914–2011), englischer Karikaturist und Illustrator
- Langdon, Harry (1884–1944), US-amerikanischer SchauspielerHarry Langdon (1884–1944)

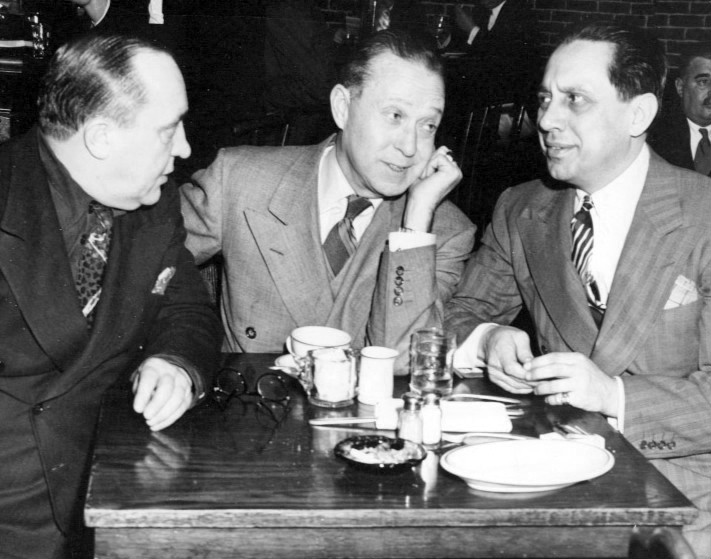
Harry Langdon (1884–1944)

- Langdon, Joan (* 1951), amerikanische Mathematikerin und Hochschullehrerin
- Langdon, John (1741–1819), US-amerikanischer Politiker
- Langdon, Ross (1980–2013), australisch-britischer Architekt
- Langdon, Royston (* 1972), britischer Musiker
- Langdon, Stephen H. (1876–1937), amerikanisch-britischer Altorientalist
- Langdon, Sue Ane (* 1936), US-amerikanische Sängerin und Schauspielerin
- Langdon, Trajan (* 1976), US-amerikanischer Basketballspieler
- Langdon, Woodbury (1739–1805), US-amerikanischer Politiker